# Isabella Lampe
Isabella Lampe   (1715 - 5 de gener de 1795) també Isabella Young, va ser una soprano d'òpera anglesa i esposa del compositor John Frederick Lampe. Va cantar principalment en obres del seu marit i va formar part d'una coneguda família anglesa de músics, la família Young, que incloïa diversos cantants i organistes professionals durant els segles XVII i XVIII.

## Biografia
Nascuda amb el nom d'Isabella Young en algun moment del desembre de 1715 a la zona de Covent Garden de Londres, va on ser batejada el 3 de gener de 1716. Tant el seu pare, Charles Young, com el seu germà, Anthony Young, eren coneguts organistes i compositors menors. La tercera filla de quatre fills, la germana gran d'Isabella, Cecilia va ser una de les més grans sopranos angleses del segle XVIII i l'esposa del compositor Thomas Arne. La seva germana petita Esther era una contralt d'èxit i el seu germà gran Charles era un empleat del Tresor Reial. Les nebodes d'Isabella, Isabella, Elizabeth i Polly, van seguir els passos de les seves ties per convertir-se en cantants d'èxit.
Juntament amb les seves germanes, la primera formació musical d'Isabella va ser amb el seu pare, però finalment va estudiar en privat amb altres professors. Va fer el seu debut professional a l'escenari el 1733 en un petit paper de cantant al "Theatre Royal, Drury Lane", on va aparèixer diverses vegades més en petits papers durant els dos anys següents. Això va ser seguit per diverses aparicions en concerts i no va tornar als escenaris fins al 1737 quan va cantar l'heroïna Margery a l'òpera burlesca de John Frederick Lampe, The Dragon of Wantley. Un gran èxit, Isabella va interpretar el paper durant diverses temporades en més de 100 actuacions. Enmig del llarg recorregut de la producció es va casar amb el compositor i posteriorment va crear papers en totes les seves obres escèniques, inclosa Pyramus and Thisbe (1745). La majoria d'aquestes produccions es van posar en escena al "Covent Garden Theatre" i els Lampes van tenir una llarga relació amb aquest lloc.
El 1748 els Lampes van anar a Dublín i Isabella va aparèixer durant dues temporades al "Smock Alley Theatre", incloent el paper de Coridon a Acis and Galatea de Händel. També va cantar en nombrosos concerts i als jardins de plaer de Marlborough Green. El novembre de 1750 els Lampes van anar a Edimburg i, segons l'historiador de la música Charles Burney, aviat es van instal·lar "per a molta satisfacció dels mecenes de la música d'aquesta ciutat". Malauradament, Lampe va morir allí sobtadament d'una febre el juliol de 1751 i Isabella va tornar a Londres.
Després de tornar a Anglaterra, Isabella va continuar apareixent en produccions a Covent Garden durant els següents vint-i-cinc anys. Va retratar sobretot papers que el seu marit havia escrit per a ella en revivals de les seves obres, però també va aparèixer en alguns papers nous, sobretot en peces posteriors musicals. Cap al final de la seva etapa amb la companyia va cantar principalment com a membre del cor, sovint amb la seva germana petita Esther. La seva última temporada amb la companyia va ser la temporada 1775–1776.
Després de la mort del seu pare el 1758, el fill d'Isabella, Charles John Frederick Lampe, va assumir el càrrec del seu avi com a organista a "All Hallows, Barking-by-the-Tower". La seva nora va cantar durant un temps com a Mrs Lampe als jardins del plaer i al "Sadler's Wells Theatre".
Isabella va morir als 79 anys a Londres el 5 de gener de 1795.